# Athysanus jamianus
Athysanus jamianus är en insektsart som beskrevs av Matsumura 1940. Athysanus jamianus ingår i släktet Athysanus och familjen dvärgstritar. Inga underarter finns listade i Catalogue of Life.